# Лентовня (Лежайський повіт)
Лентовня (пол. Łętownia) — село в Польщі, у гміні Нова Сажина Лежайського повіту Підкарпатського воєводства.
Населення — 2660 осіб (2011).
У 1975-1998 роках село належало до .

## Демографія
Демографічна структура станом на 31 березня 2011 року:
|          | Загалом | Допрацездатний вік | Працездатний вік | Постпрацездатний вік |
| -------- | ------- | ------------------ | ---------------- | -------------------- |
| Чоловіки | 1366    | 353                | 883              | 130                  |
| Жінки    | 1294    | 307                | 710              | 277                  |
| Разом    | 2660    | 660                | 1593             | 407                  |